# Міністерство зв'язку Української РСР
Міністерство зв'язку Української РСР — союзно-республіканське міністерство, входило до системи органів зв'язку СРСР і підлягало в своїй діяльності Раді Міністрів УРСР і Міністерству зв'язку СРСР.

## Історія
Створене 7 лютого 1955 року на базі Уповноваженого Міністерства зв'язку СРСР по Українській РСР. 

## Міністри зв'язку УРСР
- Кириченко Іван Тимофійович (1955—1960)
- Сінченко Георгій Захарович (1960—1984)
- Делікатний Володимир Іванович (1984—1991)